# Lądowisko Kraków-Prokocim
Lądowisko Kraków-Prokocim – lądowisko sanitarne w Krakowie-Prokocimiu, w województwie małopolskim, położone przy ul. Wielickiej 265. Przeznaczone jest do wykonywania startów i lądowań śmigłowców sanitarnych oraz ratowniczych w dzień i w nocy o dopuszczalnej masie startowej do 5700 kg.
Lądowiskiem zarządza Uniwersytecki Szpital Dziecięcy w Krakowie. Do ewidencji Urzędu Lotnictwa Cywilnego zostało wpisane 10 czerwca 2016 (według stanu na marzec 2020 znajdowało się pod numerem 346).
Zastąpiło ono dawne nierejestrowane miejsce do lądowania, funkcjonujące nieformalnie od lat 70., a w latach 90. przeniesione na zachód od budynków USD. Budowa nowego lądowiska trwała w latach 2013–2015. Pozwolenie uzyskano 10 czerwca 2016, a pierwsze lądowanie śmigłowca miało miejsce 2 dni później. Zlokalizowane jest na specjalnym tarasie, który pozwala na szybki transport do szpitalnego oddziału ratunkowego. Jego płyta ma wymiary 23×23 m i powierzchnię 550 m².